# Camada pré-sal
Em geologia, camada pré-sal refere-se a uma camada de rochas formadas preferencialmente por rochas carbonáticas, localizada abaixo de uma camada de sal por isso o nome pré-sal. Entre a costa ocidental da África e a oriental da América do Sul conta um depósito de matéria orgânica que viria se acumulando ao longo de milhões de anos sob o sal prensado por pesadas lâminas, transformando-se em petróleo. Ainda, segundo os geólogos brasileiros, essa camada mais antiga de sal foi depositada durante o processo de abertura do oceano Atlântico, após a quebra do Gondwana (supercontinente), que teoricamente afundou formando a junção oceânica das placas americanas e africanas respectivamente) e suposto afastamento entre a América do Sul e a África, processo iniciado há cerca de 120 milhões de anos. As camadas mais recentes de sal foram depositadas durante a última fase de mar raso e de clima semiárido a árido.
Como a formação laminar da camada pré-sal é anterior à formação da camada mais antiga de sal, logo, essa camada, é mais profunda e de acesso mais difícil do que as reservas de petróleo situadas na camada pós-sal (acima da camada de sal). Acredita-se que os maiores reservatórios petrolíferos do pré-sal, todos praticamente inexplorados pelo homem, encontram-se no Brasil (entre as regiões nordeste e a sul), no Golfo do México e na costa ocidental africana.
No Brasil, o conjunto de campos petrolíferos do pré-sal situa-se a profundidades que variam de 1.000 a 2.000 metros de lâmina d'água e entre 4.000 e 6.000 metros de profundidade no subsolo.
A profundidade total, ou seja, a distância entre a superfície do mar e os reservatórios de petróleo abaixo da camada de sal, pode chegar a 8.000 metros. O estrato do pré-sal ocupa uma faixa de aproximadamente 800 quilômetros de comprimento, ao longo do litoral brasileiro. A área, que tem recebido destaque desde a sua descoberta pela Petrobras em 2006, encontra-se no subsolo oceânico e estende-se do norte da Bacia de Campos ao sul da Bacia de Santos e desde o Alto de Vitória (Espírito Santo) até o Alto de Florianópolis (Santa Catarina).
Estima-se que lá estejam guardados cerca de 80 bilhões de barris de petróleo e gás, o que deixaria o Brasil na privilegiada posição de sexto maior detentor de reservas no mundo - atrás de Arábia Saudita, Irã, Iraque, Kuwait e Emirados Árabes Unidos.

## Definição
A camada pré-sal é uma definição geológica que delimita um perfil geológico anterior à deposição de sal mais recente no fundo marinho. Já o termo pré-sal, que também é uma definição geológica, designa o que está abaixo do sal não necessariamente sendo uma camada de rocha.
A origem deste depósito está ligada à deriva dos continentes e à formação do Atlântico Sul, na separação da América do Sul e da África.

## Primeiras descobertas
Nas rochas da camada de pré-sal existentes no mundo, a primeira descoberta de reserva petrolífera ocorreu no litoral brasileiro, que passou a ser conhecida simplesmente como "petróleo do pré-sal" ou "pré-sal". Estas também são as maiores reservas conhecidas em zonas da faixa pré-sal até o momento identificadas.
Depois do anúncio da descoberta de reservas na escala de dezenas de bilhões de barris, em todo o mundo começaram processos de exploração em busca de petróleo abaixo das rochas de sal nas camadas profundas do subsolo marinho.
Atualmente as principais áreas de exploração petrolífera com reservas potenciais ou prováveis já identificadas na faixa pré-sal estão no litoral do Atlântico Sul. Na porção sul-americana está a grande reserva do pré-sal no litoral do Brasil, enquanto, no lado africano, existem áreas pré-sal em processo de exploração (em busca de petróleo) e mapeamento de reservas possíveis no Congo (Brazzaville) e no Gabão. Além do Atlântico Sul, especificamente nas áreas atlânticas da América do Sul e da África, também existem camadas de rochas pré-sal sendo mapeadas à procura de petróleo no Golfo do México e no Mar Cáspio, na zona marítima pertencente ao Cazaquistão. Nestes casos, foram a ousadia e o trabalho envolvendo geração de novas tecnologias de exploração, desenvolvidas pela Petrobras, que acabaram sendo copiadas ou adaptadas e vêm sendo utilizadas por multinacionais para procurar petróleo em camadas do tipo pré-sal em formações geológicas parecidas em outros locais do mundo. Algumas das multinacionais petrolíferas que estão procurando petróleo em camadas do tipo pré-sal no mundo aprenderam diretamente com a Petrobras, nos campos que exploram como sócias da Petrobras no Brasil.

## O pré-sal brasileiro
As reservas de petróleo encontradas na camada pré-sal do litoral brasileiro estão dentro da área marítima considerada plataforma continental do Brasil. São reservas com petróleo considerado de média a alta qualidade, segundo a escala API. O conjunto de campos petrolíferos do pré-sal se estende entre o litoral dos estados do Espírito Santo até Santa Catarina, com profundidades que variam de 1.000 a 2.000 metros de lâmina d'água e entre 4.000 e 6.000 metros de profundidade no subsolo, chegando portanto a até 8.000 metros da superfície do mar, incluindo uma camada que varia de 200m a 2.000m de sal.
O geólogo e ex-funcionário da Petrobras Márcio Rocha Mello, acredita que o pré-sal pode ser bem maior do que os 800 quilômetros já identificados, estendendo-se de Santa Catarina até o Ceará.
Apenas com a descoberta dos três primeiros campos do pré-sal, Tupi, Iara e Parque das Baleias, na Bacia do Espírito Santo, as reservas brasileiras comprovadas, que eram de 14 bilhões de barris, aumentaram para 33 bilhões de barris. Além destas, existem reservas possíveis e prováveis de 50 a 100 bilhões de barris.
A descoberta do petróleo nas camadas de rochas localizadas abaixo das camadas de sal só foi possível devido ao desenvolvimento de novas tecnologias como a sísmica 3D e sísmica 4D, de exploração oceanográfica, mas também de técnicas avançadas de perfuração do leito marinho, sob até 2 km de lâmina d'água.
O pré-sal está localizado além da área considerada como mar territorial brasileiro, no Atlântico Sul, mas dentro da região considerada Zona Econômica Exclusiva (ZEE) do Brasil. É possível que novas reservas do pré-sal sejam encontradas ainda mais distantes do litoral brasileiro, fora da ZEE, mas ainda na área da plataforma continental, o que permitiria ao Brasil reivindicar exclusividade sobre futuras novas áreas próximas. Vale lembrar que alguns países nunca assinaram a Convenção das Nações Unidas sobre o Direito do Mar, e alguns dos que o fizeram não ratificaram o tratado.

### Origem

Processo de separação da América do Sul e África e surgimento do Atlântico Sul, entre 140 e 60 milhões de anos atrás, quando se formou o petróleo do pré-sal

O petróleo do pré-sal está em uma rocha reservatório localizada abaixo de uma camada de sal nas profundezas do leito marinho.
Entre 300 e 200 milhões de anos havia um único continente, a Pangeia, que há cerca de 200 milhões de anos se subdividiu em Laurásia e Gondwana. Há aproximadamente 140 milhões de anos teve início o processo de separação entre as duas placas tectônicas sobre as quais estão os continentes que formavam o Gondwana, os atuais continentes da África e América do Sul. No local em que ocorreu o afastamento da África e América do Sul, formou-se o que é hoje o Atlântico Sul.
Nos primórdios, formaram-se vários mares rasos e áreas semi-pantanosas, algumas de água salgada e salobra do tipo mangue, onde proliferaram algas e microrganismos chamados de fitoplâncton e zooplâncton. Estes microrganismos se depositavam continuamente no leito marinho na forma de sedimentos, misturando-se a outros sedimentos, areia e sal, formando camadas de rochas impregnadas de matéria orgânica, que dariam origem às rochas geradoras. A partir delas, o petróleo migrou para cima e ficou aprisionado nas rochas reservatórios, de onde é hoje extraído. Ao longo de milhões de anos e sucessivas Eras glaciais, ocorreram grandes oscilações no nível dos oceanos, inclusive com a deposição de grandes quantidades de sal, que formaram as camadas de sedimento salino, geralmente acumulado pela evaporação da água nestes mares rasos. Estas camadas de sal voltaram a ser soterradas pelo oceano e por novas camadas de sedimentos quando o gelo das calotas polares voltou a derreter nos períodos inter-glaciais.
Estes microrganismos sedimentados no fundo do oceano, soterrados sob pressão e com oxigenação reduzida, degradaram-se muito lentamente e, com o passar do tempo, transformaram-se em petróleo, como o que é encontrado atualmente no litoral do Brasil.
O conjunto de descobertas situado entre os estados do Rio de Janeiro e São Paulo (Bem-te-vi, Carioca, Guará, Parati, Tupi, Iara, Caramba e Azulão ou Ogun) ficou conhecido como "Cluster Pré-Sal", pois o termo genérico "Pré-Sal" passou a ser utilizado para qualquer descoberta em reservatórios sob as camadas de sal em bacias sedimentares brasileiras.
Ocorrências similares sob o sal podem ser encontradas nas Bacias do Ceará (Aptiano Superior), Sergipe-Alagoas, Camamu, Jequitinhonha, Cumuruxatiba e Espírito Santo, no litoral das ilhas Malvinas, mas também já foram identificadas no litoral atlântico da África, no Japão, no Mar Cáspio e nos Estados Unidos, na região do Golfo do México. A grande diferença deste último é que o sal é alóctone (vindo de outras regiões), enquanto o brasileiro e o africano são autóctones (formado nessas regiões) (Mohriak et al., 2004).
Os nomes que se anunciam das áreas do Pré-Sal possivelmente não permanecerão, pois, se receberem o status de "campo de produção", deverão ser rebatizados segundo o artigo 3° da Portaria ANP nº 90, com nomes ligados à fauna marinha.

## Geologia

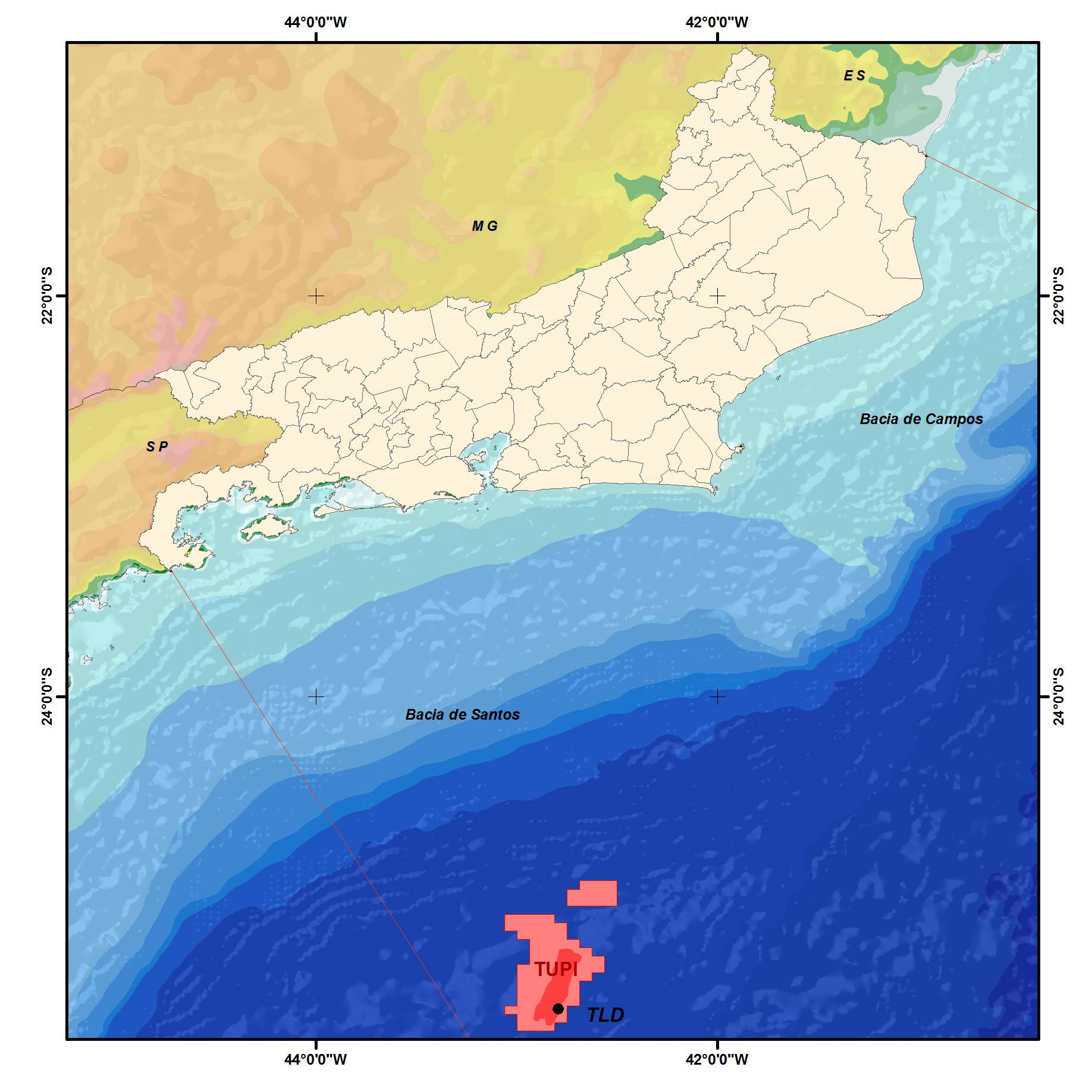

Como foi citado anteriormente o Pré-Sal é uma camada de rocha formada por sal que delimita um conjunto de reservatórios petrolíferos mais antigos que os depósitos encontrados sobre a camada pós sal neoapitiniano e que na costa brasileira se estende desde o Alto Vitória e Santos, nas Bacias de Campos, até o Alto de Florianópolis respectivamente.
Este sal foi depositado durante a abertura do oceano Atlântico, após a quebra do Gondwana (Jurássico Superior-Cretáceo) durante a fase de mar raso e de clima semiárido/árido do Neoapitiniano (1 a 7 Ma).

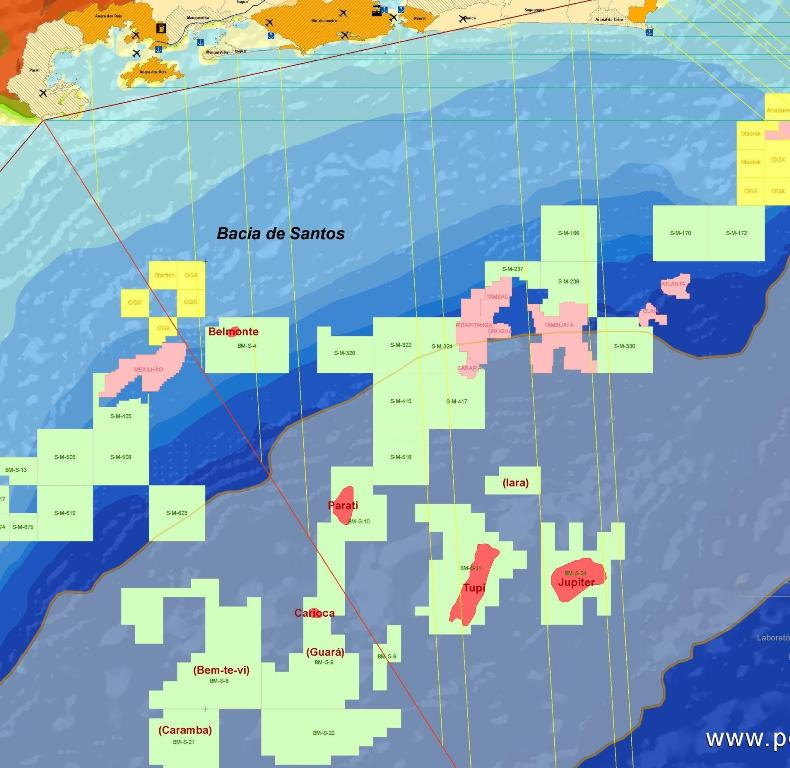
O "Cluster" Pré-Sal.

A análise de um perfil sísmico da Bacia de Santos nos leva a crer que existem ao menos quatro plays na região: O primeiro referente à fase Drift (turbiditos terciários similares aos da Bacia de Campos) acima do sal e mais três, abaixo do sal, referentes pós-rift (carbonatos e siliciclastos apitinianos de plataforma rasa) e ao sin-rift (leques aluviais de conglomerados). Em todos os casos a rocha-geradora é de toda a costa Leste brasileira, a formação Lagoa Feia.
A área de ocorrência conhecida destes reservatórios é de 149 mil km² dos quais 42 mil km² (28%) já foram licitados e 107 mil km² (72%) ainda por licitar. A história da prospecção desta região começa no ano de 2000 durante a segunda rodada de licitações da ANP, onde foram arrematados os primeiros blocos de exploração no limites entre os estados de São Paulo e do Rio de Janeiro. Na realidade, técnicos da Petrobras já especulavam a existência de hidrocarbonetos abaixo da camada de sal há mais de vinte anos. Porém as técnicas de aquisição e processamento dos dados sísmicos impossibilitavam uma melhor análise dos dados justamente devido à presença do sal. Por sua vez, sem um conjunto de informações minimamente confiáveis, não era possível justificar o investimento de centenas de milhões de reais na perfuração de um poço prospectivo, devido aos altíssimos custos em função novamente da presença da espessa camada de sal. Com a evolução das técnicas de processamento dos dados e da capacidade de processamento dos computadores foi possível avançar no conhecimento em subsuperfície, que levou ao encontro de indícios que justificariam o investimento bilionário.
Quando não se fala do "Cluster Pré-Sal" na Bacia de Santos, as descobertas foram realizadas no play pós-rift em grandes profundidades com lâminas d’água superiores a 2.000 m e profundidades maiores que 5.000 m, dos quais 2.000 m de sal. As rochas geradoras são folhelhos lacustres da formação Guaratiba (do Barremiano/Aptiano e COT de 4%). O selo são pelitos intraformacionais e, obviamente, o sal. A literatura científica afirma que os reservatórios encontrados são biolititos cuja origem são estromatólitos da fase de plataforma rasa do Barremiano.

## A extração de petróleo da camada pré-sal

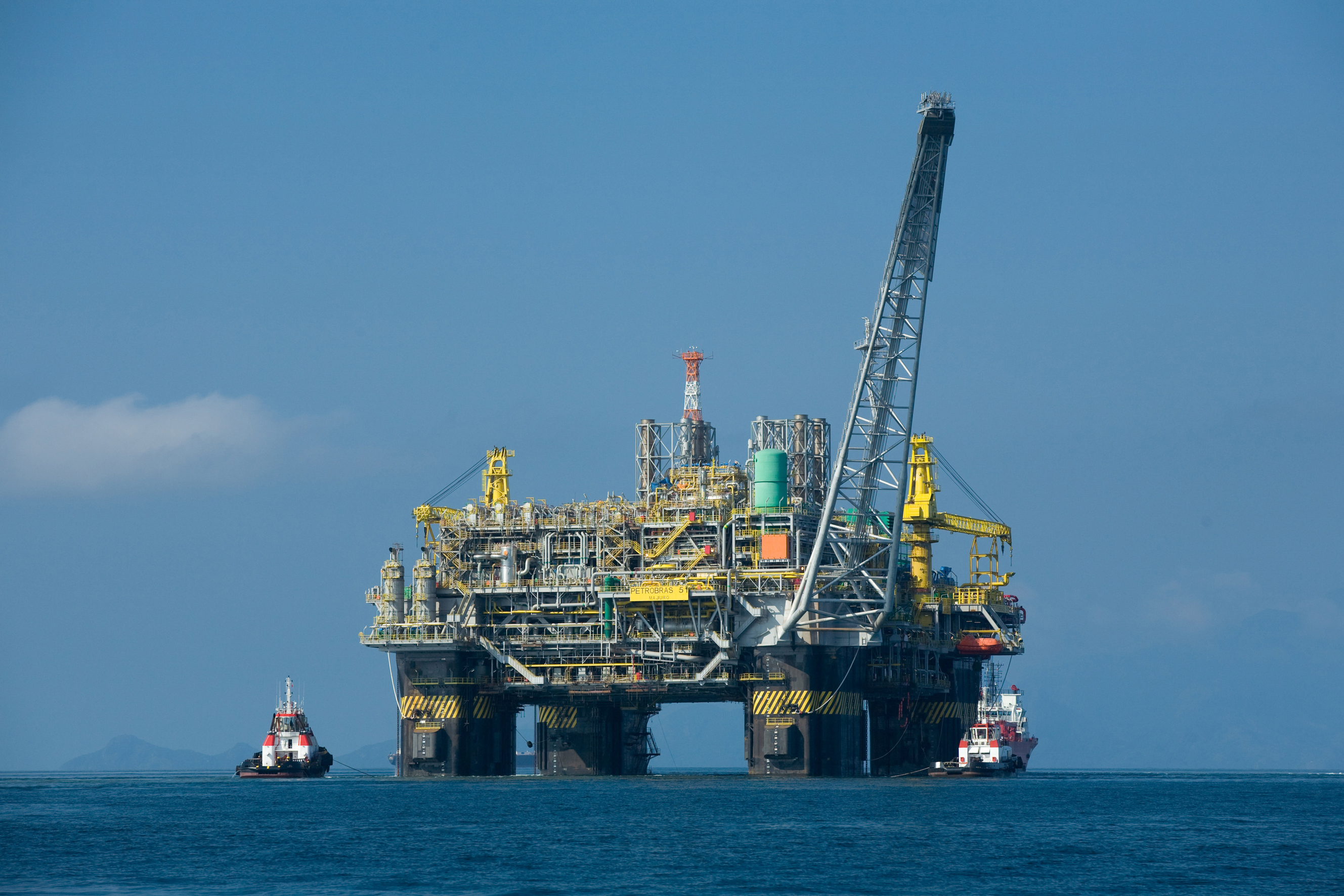
Petrobrás extraiu petróleo do pré-sal pela primeira vez em setembro de 2008. No campo de Tupi a fase de extração petrolífera chamada de "teste de longa duração" teve início em maio de 2009.

Em agosto de 2005, foram encontrados os primeiros indícios de petróleo no pré-sal na Bacia de Santos, no bloco BM-S-10 – Parati.
A descoberta de petróleo leve no pré-sal foi anunciada pela Petrobras ocorreu em julho de 2006 no bloco BM-S-11 - Tupi. A existência de petróleo na camada pré-sal em todo o campo que viria a ser conhecido como pré-sal foi anunciada pelo ex-diretor da ANP e posteriormente confirmada pela Petrobras em outubro de 2006.
Em 8 de novembro de 2007, a Petrobras anunciou a descoberta de uma reserva recuperável de 5 bilhões a 8 bilhões de barris de petróleo no campo de Tupi, na bacia de Santos, que foi a maior descoberta em águas profundas na história.
No mês seguinte, é criado o Programa Tecnológico para o Desenvolvimento da Produção dos Reservatórios do Pré-sal (PROSAL), em parceria com universidades, com o objetivo de cuidar da concepção e desenvolvimento de tecnologias para viabilizar o aproveitamento das novas descobertas.
Em 2 setembro de 2008, a Petrobras extraiu pela primeira vez petróleo do pré-sal, no Parque das Baleias, litoral do Espírito Santo, no norte da Bacia de Campos, campo de Jubarte. A prospecção de petróleo da camada pré-sal ocorreu em quantidade reduzida, através da plataforma P-34. A Petrobras afirmou já possuir tecnologia suficiente para extrair o óleo da camada. O objetivo da empresa era desenvolver novas tecnologias que possibilitem maior rentabilidade, principalmente nas áreas mais profundas. A diretoria aprova a contratação de dez FPSOs para atuar na Bacia de Santos.
Em 1º de maio de 2009, a Petrobras deu início à produção do Campo de Tupi a partir da plataforma FPSO BW Cidade de São Vicente, o primeiro a ser descoberto na área do pré-sal da Bacia de Santos e a maior reserva descoberta no país. Foi operado no regime de Teste de Longa Duração (TLD) de Tupi, com capacidade inicial para processar diariamente 30 mil barris de petróleo, além de recolher informações técnicas para o desenvolvimento dos reservatórios descobertos pela empresa na Bacia de Santos.
Um problema a ser enfrentado pelo país diz respeito ao ritmo de extração de petróleo e o destino desta riqueza. Se o Brasil extrair todo o petróleo muito rapidamente, este pode se esgotar em apenas uma geração. Se o país se tornar um grande exportador de petróleo bruto, isto pode provocar a sobrevalorização do câmbio, dificultando as exportações e facilitando as importações; fenômeno conhecido como Doença holandesa, que pode resultar no enfraquecimento de outros setores produtivos como a indústria e agricultura.

Diante da magnitude da descoberta do pré-sal o Departamento de Energia dos Estados Unidos passou a classificar o Brasil como um dos países mais promissores para exploração petrolífera e uma avaliação feita pelo banco Credit Suisse, no começo de 2008, estimava que no pré-sal houvesse ao menos 50 bilhões de barris de petróleo.
A partir de agosto de 2011 a Petrobras iniciou uma experiência pioneira de captura e armazenamento de carbono em águas profundas, que consistiu em absorver grandes quantidades de CO2 existentes no pré-sal.[carece de fontes?]
A produção nacional de petróleo cresceu 4% em 2017, para uma média de 2,622 milhões de barris diários, segundo a Agência Nacional de Petróleo, Gás Natural e Biocombustíveis (ANP). Em dezembro de 2017, o pré-sal já respondia por 50,7% da produção total, representando, pela primeira vez, mais da metade da produção nacional.
Alavancada pelo pré-sal, a Bacia de Santos teve crescimento de 29% na produção de óleo e gás em 2017, para 1,434 milhão de BOE (petróleo) [en] por dia. A região ostenta, desde setembro de 2017, o posto de maior bacia produtora do país. Os dados da ANP sugerem que, mantida a tendência dos últimos meses, Santos deve se consolidar no topo do ranking em 2018. Em 2016, na média, a Bacia de Campos manteve-se na liderança, com 1,510 milhão de BOE/dia.
Em 2021, o pré-sal representou 74% da produção nacional total de petróleo, com 2,2 milhões de barris/dia. A produção de gás natural no pré-sal atingiu quase 33 bilhões de m³, representando 67,5% da produção total. Em 2021, as exportações brasileiras de petróleo alcançaram 482,9 milhões de barris, sendo o terceiro maior produto de exportação.

## Administração do pré-sal
Alguns setores da sociedade brasileira chegaram a defender que a Petrobras tivesse exclusividade na gestão e exploração dos campos, mas o governo afirmou que isto seria inviável no novo modelo de partilha de produção, pois existe uma grande participação de capital privado na empresa e o risco de esta tornar-se poderosa demais.
Em agosto de 2010 foi aprovada a lei que criava a Pré-Sal Petróleo S.A., empresa que representaria a União na gestão dos contratos de partilha na produção e comercialização dos recursos do pré-sal.

### Pré-Sal Petróleo S.A. (PPSA)
Pré-Sal Petróleo S.A. (PPSA), Empresa Brasileira de Administração de Petróleo e Gás Natural S.A., é uma empresa pública, criada oficialmente em 1 de agosto de 2013 pelo Decreto nº 8.063/2013. Dois meses após a criação da empresa a Presidente Dilma Rousseff nomeou o engenheiro Oswaldo Pedrosa para presidir a empresa. Em novembro de 2016 o então Presidente Michel Temer substituiu Oswaldo Pedrosa da presidência da PPSA por Ibsen Flores Lima. Desde abril de 2019 a PPSA é presidida pelo engenheiro José Eduardo Vinhaes Gerk.
Sua criação foi autorizada através da Lei nº 12.304, de 2 de agosto de 2010, após a aprovação do Projeto de Lei da Câmara (PLC) 309/09 pelo plenário do Senado, em 7 de julho de 2010.
Segundo a lei que a criou, a PPSA tem por objeto a gestão dos contratos de partilha de produção, celebrados pelo Ministério de Minas e Energia, e a gestão dos contratos para a comercialização de petróleo, de gás natural e de outros hidrocarbonetos fluidos da União. Ainda conforme a lei, a PPSA não é responsável pela execução, direta ou indireta, das atividades de exploração, desenvolvimento, produção e comercialização de petróleo, de gás natural e de outros hidrocarbonetos fluidos.
Embora a lei que autorizasse sua criação tenha sido sancionada na administração do presidente Luiz Inácio Lula da Silva em agosto de 2010, não passou a funcionar imediatamente a espera de um decreto presidencial definisse o seu estatuto, número de empregados e custo operacional. Em agosto de 2013 a Presidente assinou o decreto para a criação da PPSA. Segundo fontes do governo, além da criação da PPSA, era preciso a aprovação também do projeto de lei sobre a divisão entre os entes da Federação (União, Estados, Municípios Distrito Federal), dos royalties provenientes da exploração do petróleo.
Inicialmente denominada de Petro-Sal, a empresa teve o nome alterado, por já existir uma empresa privada com essa denominação.

## Impacto na legislação vigente
A descoberta das reservas do pré-sal causaram grandes debates em todo o país. A partir da sua descoberta, alguns membros do governo passaram a defender novos modelos de regulação para preservar uma parte maior desta riqueza para o país, envolvendo mudanças na atual Lei do Petróleo (lei nº 9.478 de 1997).
A partir de um decreto presidencial de julho de 2008 foi formada uma comissão interministerial que era composta por cinco Ministros e os Presidentes do BNDES, da ANP e da Petrobras. Essa comissão trabalhou durante um ano discutindo diferentes propostas para elaborar um novo projeto de marco regulatório para a exploração no pré-sal. Durante o período em que foram discutidos os novos projetos, os leilões de petróleo foram interrompidos na área do pré-sal.
Em 31 de agosto de 2009 a Comissão Interministerial que fora formada para elaborar as modificações a serem feitas para a exploração do Pré-Sal apresentou quatro projetos de lei para o marco regulatório. Dos quatro projetos sugeridos pela comissão, o Congresso Nacional os transformou em três leis. Um dos projetos estabeleceu o regime de partilha na exploração do pré-sal e criava um fundo social. O segundo criou a PPSA para gerir os excedentes de óleo do regime de partilha.
No regime de partilha de produção, a União participa, sem investir ou correr risco, da atividade de exploração e produção, mas atuando na regulação e fiscalização. No leilão de oferta dos blocos, o bônus é fixo, sendo vencedor o consórcio ou empresa que oferecer à União o maior percentual de excedente da produção de petróleo e gás natural. O sistema de partilha foi adotado no Polígono do Pré-Sal em razão de as suas reservas serem consideradas de baixo risco exploratório e de elevados potenciais.
A terceira lei foi a 12.276/10, que criava o regime da cessão onerosa e por meio da qual a União cedia à Petrobras os direitos de exploração em determinadas áreas não concedidas do pré-sal no limite de cinco bilhões de barris de petróleo. Foi tomando por base o valor desses cinco bilhões de barris da cessão onerosa que a Petrobras se baseou para fazer a sua capitalização em 2010 e levantar mais de 120 bilhões de reais com a venda de ações na Bovespa. Nessa oferta de ações além de levantar recursos essenciais para a exploração no Pré-Sal o Estado brasileiro aumentou sua participação acionária no capital da Petrobrás.
Em 21 de outubro de 2013, um consórcio formado por Petrobras, Shell, TotalEnergies, CNPC e CNOOC arrematou o campo de Libra, tendo sido o primeiro leilão do pré-sal sob o regime de partilha. O consórcio terá de repassar à União 41,65% do óleo extraído do campo do pré-sal, além de pagar à União um bônus de assinatura do contrato de concessão no valor de R$ 15 bilhões.
A  Lei 13.365/2016 alterou a Lei 12.351/2010, que estabelecia, em sua redação original, a Petrobras como operadora única das áreas sob regime de partilha da produção com uma participação de pelo menos 30% do consórcio vencedor de cada bloco licitado. Além disso, ela deveria ser a empresa responsável pela condução e execução, direta ou indireta, de todas as atividades de exploração, avaliação, desenvolvimento e produção. Com a alteração legislativa, foi excluída a obrigatoriedade de a Petrobras atuar como operadora única em tais áreas, tendo sido garantido o direito de preferência para adquirir, no mínimo, 30% de participação nos consórcios, bem como a possibilidade de operá-los.

### Leilão dos excedentes da cessão onerosa
Com o início da exploração no pré-sal, foi descoberto que as reservas de alguns blocos tinham um volume até três vezes maior do que os 5 bilhões de barris de óleo equivalente que foram previstos inicialmente pela Lei nº 12.276/2010. Em 2013, iniciou-se o debate a respeito da revisão do contrato de cessão onerosa entre Petrobras e a União. A reserva extra foi denominada de volumes excedentes da cessão onerosa.
Após longo debate, foi realizado, em novembro de 2019, o primeiro leilão dos excedentes da cessão onerosa, pelo qual o campo de Búzios foi arrematado pela Petrobras em consórcio com as chinesas CNODC Brasil (5%) e CNOOC Petroleum Brasil (5%)  por R$ 68,1 bilhões em bônus de assinatura e 23,24% de óleo para o governo. Itapu foi arrematado pela Petrobras por R$ 1,7 bilhão em bônus de assinatura e 18,15% de óleo para o governo. Os blocos de Sépia e de Atapu não tiveram interessados.
Em dezembro de 2021, ocorreu novo leilão. O campo de Sépia foi arrematado pela Petrobras (30%) em consórcio com a TotalEnergies EP (28%), Petronas (21%) e QP Brasil (21%) por R$ 7,1 bilhões em bônus de assinatura e 37,43% de óleo para o governo. A Petrobras não participou do consórcio inicial, tendo exercido direito de preferência, ficando com 30% do campo. Atapu foi arrematado pela Petrobras (52%) em consórcio com a Shell Brasil (25%) e TotalEnergies EP (22,5%) por R$ 4 bilhões em bônus de assinatura e 31,68% de óleo para o governo.

### Debate sobre a "nova lei do petróleo"
A princípio, o debate em torno da modificação legal para a exploração das reservas petrolíferas brasileiras está dividido em três grandes grupos, com objetivos e posições político-ideológicas distintos. Alguns movimentos sociais, sindicatos, políticos ligados a partidos políticos mais à esquerda ou nacionalistas e alguns setores do governo defendiam a volta à antiga Lei do Petróleo (Lei nº 2.004 de 1953), incluindo a reestatização da Petrobras, a volta do monopólio estatal do petróleo e o fim das concessões para multinacionais petrolíferas no Brasil. A maior parte dos movimentos sociais defensores desta posição utilizava-se do lema "O pré-sal tem que ser nosso", em referência à campanha "O petróleo é nosso" dos anos 1950. Alguns destes grupos defendiam apenas a ampliação da participação do capital estatal na Petrobras, sem a volta do monopólio estatal, permitindo empresas petrolíferas nacionais mas excluindo as multinacionais.[carece de fontes?]
Em 2010 foram divulgadas pelo WikiLeaks telegramas diplomáticos da embaixada dos Estados Unidos no Brasil demonstrando preocupação para com a política de exploração de petróleo do Brasil e a contrariedade das petrolíferas norte-americanas com alteração do marco regulatório para a exploração do pré-sal. Nesses mensagens diplomáticas soube-se que José Serra, então governador do Estado de São Paulo e pré-candidato à presidência pelo PSDB na eleição de 2010 e se comprometeu com executivos das petroleiras, como a Chevron, a mudar o marco regulatório do pré-sal.
Os partidos políticos da oposição ao então governo, 2014, algumas das federações de indústrias, o setor financeiro e as multinacionais petrolíferas defendiam a o retorno ao modelo de concessão. Estes grupos afirmavam que a Petrobras não teria recursos financeiros para explorar o pré-sal sozinha e vinham criticando a proposta do governo apresentada em agosto de 2009.
O governo apresentou uma proposta alternativa para a constituição de um novo marco regulatório, com o modelo de partilha de produção com empresas privadas, uma nova empresa estatal, a Petrosal, para gerenciar e assimilar as tecnologias desenvolvidas pelas empresas envolvidas na produção, criação de um Fundo de Desenvolvimento Social que teria também a função de Fundo Soberano para reinvestir os recursos da exploração do pré-sal, e uma mudança no padrão de distribuição dos royalties do pré-sal, mantendo a distribuição atual apenas para as áreas fora do pré-sal.
A proposta do governo conta com o apoio dos ministérios que elaboraram os projetos de lei, a base de partidos aliados, além de alguns movimentos sociais e parte das indústrias ligadas ao setor petrolífero que se veem desfavorecidas pelo atual modelo de concessão, que exige baixos índices de fornecedores nacionais. Entre os argumentos usados para defender a proposta do governo está o fato de que o novo modelo poderia aumentar em até 2,5 vezes mais a arrecadação do setor.
O projeto de lei enviado pelo governo ao Congresso será submetido a emendas e debatido juntamente com os outros projetos já existentes e que também propõem uma reforma no marco regulatório. A tramitação incluindo discussões e votação, deveria ocorrer inicialmente em regime de urgência, ou seja, por até 45 dias úteis na Câmara e mais 45 dias no Senado. Duas semanas após o envio do projeto, o pedido de urgência foi retirado e substituído por um acordo entre governo e oposição para a composição de um cronograma de votação.